# Kričke (żupania sisacko-moslawińska)
Kričke – wieś w Chorwacji, w żupanii sisacko-moslawińskiej, w mieście Novska. W 2011 roku liczyła 23 mieszkańców.